# Evita Tjon A Ten
Evita Tjon A Ten (Paramaribo, 8 oktober 1986) is een Nederlandse beeldend kunstenaar, werkt als artiest met multimedia en is zangeres van Surinaamse afkomst. Ze heeft Chinees, Creools, Schots, Libanees, Duits en Hindoestaans bloed.

## Zangeres
Als tweejarig meisje zong zij Who's that girl van Madonna en heeft zij het vakgebied Muziek niet meer laten gaan. Na 10 jaar klassieke viool te hebben gespeeld heeft zij het besluit genomen om zich te concentreren op haar zangcarrière. Met haar stem heeft zij wereldwijd meerdere bühnes mogen betreden en zijn de jazz invloeden in haar muziek goed te horen.   

## Voice-over artiest
Al ruim 8 jaar zet Evita haar stem in om bedrijven en producten beter in de markt te zetten met een breed scala aan opdrachtgevers. Van radiocommercials, bedrijfsfilms tot instructie video's in het Nederlands en Engels. Evita heeft werkzaamheden gedaan voor onder andere BNR Nieuwsradio, Radio DECIBEL, Efteling, 3FM, Conimex en voor de TV RTL4.    

## Kunstenares
Als artiest werkt zij zowel op doek, papier als papyrus met onder andere acryl- en olieverf, houtskool en maakt ook graffiti. Haar werk vertoont tekenen van verschillende stijlen. Met negroïde figuren en bloemen, zoals de paloeloe, in haar werk, verwijst ze naar het Caraïbisch gebied. Ze verweeft vaak grote letters en verwijst naar kosmologische voorstellingen.

## Model
De Surinaams-Nederlandse kunstenares, danseres en zangeres is op 9 november 2019 in Kiev, Oekraïne uitgeroepen tot Miss Top of The World Plus Size 2019. Evita heeft naast de kroon ook de prijs voor Miss Talent Top of The World 2019 in de wacht weten te slepen.